# Кашин (комуна)
Кашин (рум. Cașin) — комуна у повіті Бакеу в Румунії. До складу комуни входять такі села (дані про населення за 2002 рік):
- Кашин (2876 осіб)
- Куріца (873 особи)

Комуна розташована на відстані 201 км на північ від Бухареста, 43 км на південь від Бакеу, 124 км на південний захід від Ясс, 131 км на північний захід від Галаца, 106 км на північний схід від Брашова.

## Населення
За даними перепису населення 2002 року у комуні проживали 3749 осіб.
Національний склад населення комуни:
| Національність | Кількість осіб | Відсоток |
| -------------- | -------------- | -------- |
| румуни         | 3648           | 97,3%    |
| цигани         | 99             | 2,6%     |
| угорці         | 2              | 0,1%     |

Рідною мовою назвали:
| Мова      | Кількість осіб | Відсоток |
| --------- | -------------- | -------- |
| румунську | 3743           | 99,8%    |
| циганську | 4              | 0,1%     |
| угорську  | 2              | 0,1%     |

Склад населення комуни за віросповіданням:
| Релігія       | Кількість осіб | Відсоток |
| ------------- | -------------- | -------- |
| православні   | 3696           | 98,6%    |
| адвентисти    | 26             | 0,7%     |
| римо-католики | 22             | 0,6%     |
| старообрядці  | 4              | 0,1%     |
| баптисти      | 1              | < 0,1%   |